# Las Colonias, Sinaloa
Las Colonias är en ort i Mexiko.   Den ligger i kommunen Guasave och delstaten Sinaloa, i den västra delen av landet, 1 200 km nordväst om huvudstaden Mexico City. Las Colonias ligger 7 meter över havet och antalet invånare är 523.
Terrängen runt Las Colonias är mycket platt. Runt Las Colonias är det ganska tätbefolkat, med 52 invånare per kvadratkilometer. Närmaste större samhälle är La Brecha, 7,4 km sydväst om Las Colonias. Trakten runt Las Colonias består till största delen av jordbruksmark.